# Alfa-1 adrenergički receptor
Alfa-1 (α1) adrenergički receptor je G protein-spregnuti receptor koji vezuje  heterotrimerni G protein. Postoje tri visoko homologna podtipa, α1A-, α1B-, i α1D- adrenergički receptor. Kateholamini kao što su norepinefrin (noradrenalin) i epinefrin (adrenalin) prenose signal kroz α1-adrenergički receptor u centralnom i perifernom nervnom sistemu.

## Efekti
α1 i α2-adrenergički receptori imaju nekoliko zajedničkih opštih funkcija, ali isto tako i niz specifičnih efekata.

### Opšti
Zajednički (ili još uvek neodređeni) efekti su:
- Vazokonstrikcija arterija ka srcu (koronarnih arterija)[1]
- Vazokonstrikcija vena[2]
- Umanjena motilnost glatkih mišića gastrointestinalnog trakta[3]

### Specifični
Primarni efekat je na glatke mišiće. Aktivacija ovog receptora izaziva njihovu konstrikciju. Međutim, postoji i niz drugih funkcija.

## Ligandi
| Agonisti - Cirazolin - Etilefrin - Metaraminol - Metoksamin - Midodrin - Nafazolin - Oksimetazolin - Fenilefrin (dekongestiv) - Sinefrin - Tetrahidrozolin - Ksilometazolin | Antagonisti - Alfuzosin (koristi se za benignu prostatičnu hiperplaziju - Arotinolol - Karvedilol (koristi se za zatajenje srca; on je neselektivni beta blokator) - Doksazosin (koristi se za hipertenziju i benignu prostatičnu hiperplaziju) - Indoramin - Labetalol (koristi se za hipertenziju; it is a mixed alpha/beta adrenergic antagonist) - Moksisilit - Fenoksibenzamin - Fentolamin (koristi se za hipertenzivne hitne slučajeve; to je neselektivni alfa-antagonist) - Prazosin (koristi se za hipertenziju) - Silodosin - Tamsulosin (koristi se za benignu prostatičnu hiperplaziju) - Terazosin - Tolazolin - Trimazosin |

Razni heterociklični antidepresivi i antipsihotici su isto tako antagonisti α1-adrenergičkog receptora. Ovo dejstvo je generalno nepoželjno kod takvih agenasa.

## Literatura
1. ↑  Woodman OL, Vatner SF (1987). „Coronary vasoconstriction mediated by α1- and α2-adrenoceptors in conscious dogs”. Am. J. Physiol. 253 (2 Pt 2): H388—93. PMID 2887122. Архивирано из оригинала 17. 05. 2010. г. Приступљено 11. 02. 2011.
2. ↑  Elliott J (1997). „Alpha-adrenoceptors in equine digital veins: evidence for the presence of both α1 and α2-receptors mediating vasoconstriction”. J. Vet. Pharmacol. Ther. 20 (4): 308—17. PMID 9280371. doi:10.1046/j.1365-2885.1997.00078.x.
3. ↑  Sagrada A, Fargeas MJ, Bueno L (1987). „Involvement of α1 and α2 adrenoceptors in the postlaparotomy intestinal motor disturbances in the rat”. Gut. 28 (8): 955—9. PMC 1433140 . PMID 2889649. doi:10.1136/gut.28.8.955.
4. ↑  Fahed S, Grum DF, Papadimos TJ (2008). „Labetalol infusion for refractory hypertension causing severe hypotension and bradycardia: an issue of patient safety”. Patient Saf Surg. 2: 13. PMC 2429901 . PMID 18505576. doi:10.1186/1754-9493-2-13.

## Spoljašnje veze
- „Adrenoceptors”. IUPHAR Database of Receptors and Ion Channels. International Union of Basic and Clinical Pharmacology. Архивирано из оригинала 12. 01. 2015. г.